# Воротынское княжество
Вороты́нское княжество — одно из Верховских княжеств, которое образовалось в результате распада Новосильского княжества после смерти князя Новосильского и Одоевского Юрия Романовича (Чёрного) со столицей в городе Воротынске.
Входило в состав Великого княжества Литовского, но, как и Одоевское, пользовалось полной внутренней автономией. С литовскими великими князьями их связывали союзно-договорные отношения, но они не принимали участия в общих делах Литовского государства. Воротынские и Одоевские князья не превратились в обычных вотчинников; им удалось сохранить свои княжеские права почти до конца XV столетия. Одоевский и Воротынский уделы не являлись великокняжескими пожалованиями. Нет ни одного упоминания о каких-либо пожалованиях в Новосильско-Одоевских землях литовского господаря. Воротынские князья имели собственных бояр и вооружённую дружину, осуществлявшую набеги на соседние территории и, которых сами одаривали за службу селениями, в том числе, полученными от князей литовских. В частности, князю Фёдору Львовичу и его детям литовскими князьями были пожалованы целые волости вне родовых земель — в верховьях рек Угры и Десны в Смоленском повете. Фёдора Львовича Воротынского связывали с Литвой и родственные узы. Он был женат на внучке Ольгерда, — Марии Корибутовне, благодаря чему его воспринимали как родственника правящей династии. В конце XV века представители княжеского рода Воротынских приняли решение о выходе из Литвы и переходе под московскую юрисдикцию. Переход был юридически оформлен по результату Русско-литовской войны 1487—1494 годов, после чего княжество в составе Русского царства, с той же правящей династией, просуществовало до 1562 года и было ликвидировано в царствование Ивана Грозного.

## География
Воротынский удел располагался в северной части Новосильско-Одоевского княжества и граничил с Великим княжеством Московским — ныне западная часть территории Перемышльского района Калужской области. Основными водными артериями являлись Ока, Жиздра и Высса. Первоначально княжество занимало небольшую территорию. Но князь Фёдор Львович, верой и правдой служа королю и великому князю Казимиру и благодаря своей умелой политике, некогда небольшой Воротынский удел превратил в огромное владение, в котором коренные земли составляли лишь малую часть. В состав княжества вошли, ранее принадлежащие ликвидированным Смоленскому, Карачевскому и Козельскому княжествам, земли и города: Перемышль, Козельск, Мосальск, Недоходов, Серпейск, Бышковичи, Залидов, Опаков, Городечня, Лучин, Озереск, Дмитров, Серенск.

## История

### В составе Великого княжества Литовского
В первой четверти XV века князем Юрием Романовичем (Чёрным) в составе Новосильско-Одоевского княжества были выделены Белёвский и Воротынский уделы. Воротынский удел был пожалован им своим племянникам князьям Василию и Фёдору Львовичам. После смерти Юрия Романовича (около 1432 года) Новосильско-Одоевское княжество распалось на три удельных. Выделенные ранее уделы превратились в самостоятельные княжества. С момента своего рождения Воротынское княжество на договорных началах вошло в состав Великого княжества Литовского. Согласно письменным источникам докончания Новосильских князей с Литвой заключались отдельно каждым удельным княжеством.
Во время феодальной гражданской войны 1432—1438 годов в ВКЛ Воротынские князья поддержали Литовского князя Свидригайло, отправив на помощь воротынскую дружину во главе с Василием Львовичем Воротынским. Но сражение под городом Ошмяны в декабре 1432 было проиграно, а князь Василий был убит. После окончания в Литве междоусобной войны, в 1442 году старшим (на тот момент) князем Новосильского дома Фёдором Львовичем Воротынским было заключено с Казимиром докончание о службе и подчинённом положении, но он оставался независимым правителем в своих родовых землях. Договор 1483 года великого князя литовского Казимира с сыновьями Фёдора Львовича — князьями Дмитрием, Семёном и их братаничем Иваном Михайловичем, который титуловался как князь «Новосильский и Одоевский и Воротынский», указывает на то, что старшинство в роду находилось у Воротынских князей.

### Под юрисдикцией Москвы и ликвидация
После 1480 года — стояния на Угре и окончания монголо-татарского ига, политическая ситуация в пограничных областях Литвы и Московского княжества кардинально изменилась. Здесь сказался рост могущества Москвы и ослабление Литовско-Русского государства. Для Руси наибольшую угрозу, особенно для южных областей − Верховских княжеств, представляло Крымско-татарское ханство, возникшее в результате распада Золотой Орды. Многие новосильские и воротынские князья, в том числе и Фёдор Львович, ещё продолжали служить Казимиру IV, но выбор нового сюзерена был предопределён. И уже в 1487 году на службу к московскому царю перешёл князь Иван Михайлович Воротынский, затем в 1489 его дядя Дмитрий Фёдорович, а в 1492 — Семён Фёдорович. Перешедшие на московскую службу Воротынские князья помогли Ивану III взять Мосальск, Мезецк, Серпейск, Вязьму.
По мирному договору 1494 года между Москвой и Литвой к Московскому княжеству отошли только земли родовых уделов Воротынских князей. Они лишились почти всех владений, полученные на службе у великих князей литовских. В качестве компенсации Иван III передал им большой удел князя Фёдора Ивановича Одоевского, который остался на службе у Литвы. Но вскоре после очередной Русско-литовской войны 1500—1503 годов земли и города, входившие до 1494 года в состав княжеств Воротынского и Одоевского, отошли к Москве. В 1534 году князь Иван Михайлович Воротынский был арестован и сослан в Белоозеро, где и умер в 1535 году. Его удел наследовали сыновья: Владимир, Михаил и Александр. Владимир умер в 1553 году. В 1562 Михаил и Александр Ивановичи якобы «за изменные дела» были арестованы и сосланы, а их вотчина была приобретена Иваном Грозным. Княжество прекратило своё существование. Князья Воротынские, Белёвские и Одоевские были в числе последних удельных князей Московского княжества. Удельные княжества противоречили самой сущности Московского государства, которое стояло на пути к централизации. Потомки князей Воротынских вошли в состав московской аристократии XVII века.

## Родословная Воротынского княжеского дома
| \| \| \| \| \| \| \| \| \| \| \| \| \| \| \| \| \| \| \| \| \| \| \| \| \| \| \| \| \| Роман Семёнович великий князь[14] Новосильский и Одоевский (ум. на рубеже XIV—XV вв.) \| \| \| \| \| \| \| \| \| \| \| \| \| \| \| \| \| \| \| \| \| \| \| \| \| \| \| \| \| \| \| \| \| \| \| \| \| \| \| \| \| \| \| \| \| \| \| \| \| \| \| \| \| \| \| \| \| \| \| \| \| \| \| \| \| \| \| \| \| \| \| \| \| \| \| \| \| \| \| \| \| \| \| \| \| \| \| \| \| \| \| \| \| \| \| \| \| \| \| \| \| \| \| \| \| \| \| \| \| \| \| \| \| \| \| \| \| \| \| \| \| \| \| \| \| \| \| \| \| \| \| \| \| \| \| \| \| \| \| \| \| \| \| \| \| \| \| \| \| \| \| \| \| \| \| \| \| \| \| \| \| \| \| \| \| \| \| \| \| \| \| \| \| \| \| \| \| \| \| \| \| Василий Романович князь Новосильский и Одоевский (скорее всего умер раньше отца и потомки не могли занимать старший стол) \| Василий Романович князь Новосильский и Одоевский (скорее всего умер раньше отца и потомки не могли занимать старший стол) \| Василий Романович князь Новосильский и Одоевский (скорее всего умер раньше отца и потомки не могли занимать старший стол) \| Василий Романович князь Новосильский и Одоевский (скорее всего умер раньше отца и потомки не могли занимать старший стол) \| Василий Романович князь Новосильский и Одоевский (скорее всего умер раньше отца и потомки не могли занимать старший стол) \| Василий Романович князь Новосильский и Одоевский (скорее всего умер раньше отца и потомки не могли занимать старший стол) \| \| \| \| \| \| \| \| \| \| \| Лев Романович князь Новосильский и Одоевский (ум. около 1420) \| Лев Романович князь Новосильский и Одоевский (ум. около 1420) \| Лев Романович князь Новосильский и Одоевский (ум. около 1420) \| Лев Романович князь Новосильский и Одоевский (ум. около 1420) \| Лев Романович князь Новосильский и Одоевский (ум. около 1420) \| Лев Романович князь Новосильский и Одоевский (ум. около 1420) \| \| \| \| \| \| \| \| \| \| \| \| \| \| \| \| \| Юрий Романович (Чёрный) князь Новосильский и Одоевский (занимал старший стол; ум. около 1432) \| Юрий Романович (Чёрный) князь Новосильский и Одоевский (занимал старший стол; ум. около 1432) \| Юрий Романович (Чёрный) князь Новосильский и Одоевский (занимал старший стол; ум. около 1432) \| Юрий Романович (Чёрный) князь Новосильский и Одоевский (занимал старший стол; ум. около 1432) \| Юрий Романович (Чёрный) князь Новосильский и Одоевский (занимал старший стол; ум. около 1432) \| Юрий Романович (Чёрный) князь Новосильский и Одоевский (занимал старший стол; ум. около 1432) \| \| \| \| \| \| \| \| \| \| \| \| \| \| \| \| \| \| \| \| \| \| \| \| Василий Романович князь Новосильский и Одоевский (скорее всего умер раньше отца и потомки не могли занимать старший стол) \| Василий Романович князь Новосильский и Одоевский (скорее всего умер раньше отца и потомки не могли занимать старший стол) \| Василий Романович князь Новосильский и Одоевский (скорее всего умер раньше отца и потомки не могли занимать старший стол) \| Василий Романович князь Новосильский и Одоевский (скорее всего умер раньше отца и потомки не могли занимать старший стол) \| Василий Романович князь Новосильский и Одоевский (скорее всего умер раньше отца и потомки не могли занимать старший стол) \| Василий Романович князь Новосильский и Одоевский (скорее всего умер раньше отца и потомки не могли занимать старший стол) \| \| \| \| \| \| \| \| \| \| \| Лев Романович князь Новосильский и Одоевский (ум. около 1420) \| Лев Романович князь Новосильский и Одоевский (ум. около 1420) \| Лев Романович князь Новосильский и Одоевский (ум. около 1420) \| Лев Романович князь Новосильский и Одоевский (ум. около 1420) \| Лев Романович князь Новосильский и Одоевский (ум. около 1420) \| Лев Романович князь Новосильский и Одоевский (ум. около 1420) \| \| \| \| \| \| \| \| \| \| \| \| \| \| \| \| \| Юрий Романович (Чёрный) князь Новосильский и Одоевский (занимал старший стол; ум. около 1432) \| Юрий Романович (Чёрный) князь Новосильский и Одоевский (занимал старший стол; ум. около 1432) \| Юрий Романович (Чёрный) князь Новосильский и Одоевский (занимал старший стол; ум. около 1432) \| Юрий Романович (Чёрный) князь Новосильский и Одоевский (занимал старший стол; ум. около 1432) \| Юрий Романович (Чёрный) князь Новосильский и Одоевский (занимал старший стол; ум. около 1432) \| Юрий Романович (Чёрный) князь Новосильский и Одоевский (занимал старший стол; ум. около 1432) \| \| \| \| \| \| \| \| \| \| \| \| \| \| \| \| \| \| \| \| \| \| \| \| \| \| \| \| \| \| \| \| \| \| \| \| \| \| \| \| \| \| \| \| \| \| \| \| \| \| \| \| \| \| \| \| \| \| \| \| \| \| \| \| \| \| \| \| \| \| \| \| \| \| \| \| \| \| \| \| \| \| \| \| \| \| \| \| \| \| \| Князья Белёвские \| Князья Белёвские \| Князья Белёвские \| Князья Белёвские \| Князья Белёвские \| Князья Белёвские \| \| \| \| \| Василий Львович князь Воротынский (убит в декабре 1432 в сражении под Ошмянами) \| Василий Львович князь Воротынский (убит в декабре 1432 в сражении под Ошмянами) \| Василий Львович князь Воротынский (убит в декабре 1432 в сражении под Ошмянами) \| Василий Львович князь Воротынский (убит в декабре 1432 в сражении под Ошмянами) \| Василий Львович князь Воротынский (убит в декабре 1432 в сражении под Ошмянами) \| Василий Львович князь Воротынский (убит в декабре 1432 в сражении под Ошмянами) \| \| \| \| \| Фёдор Львович князь Новосильский, Одоевский и Воротынский[6] (родоначальник Воротынского княжеского дома; на рубеже XIV-XV вв.—1482) \| Фёдор Львович князь Новосильский, Одоевский и Воротынский[6] (родоначальник Воротынского княжеского дома; на рубеже XIV-XV вв.—1482) \| Фёдор Львович князь Новосильский, Одоевский и Воротынский[6] (родоначальник Воротынского княжеского дома; на рубеже XIV-XV вв.—1482) \| Фёдор Львович князь Новосильский, Одоевский и Воротынский[6] (родоначальник Воротынского княжеского дома; на рубеже XIV-XV вв.—1482) \| Фёдор Львович князь Новосильский, Одоевский и Воротынский[6] (родоначальник Воротынского княжеского дома; на рубеже XIV-XV вв.—1482) \| Фёдор Львович князь Новосильский, Одоевский и Воротынский[6] (родоначальник Воротынского княжеского дома; на рубеже XIV-XV вв.—1482) \| \| \| \| \| \| \| \| \| \| \| \| \| Князья Одоевские \| Князья Одоевские \| Князья Одоевские \| Князья Одоевские \| Князья Одоевские \| Князья Одоевские \| \| \| \| \| \| \| \| \| \| \| \| \| \| \| \| \| \| \| \| \| \| \| \| Князья Белёвские \| Князья Белёвские \| Князья Белёвские \| Князья Белёвские \| Князья Белёвские \| Князья Белёвские \| \| \| \| \| Василий Львович князь Воротынский (убит в декабре 1432 в сражении под Ошмянами) \| Василий Львович князь Воротынский (убит в декабре 1432 в сражении под Ошмянами) \| Василий Львович князь Воротынский (убит в декабре 1432 в сражении под Ошмянами) \| Василий Львович князь Воротынский (убит в декабре 1432 в сражении под Ошмянами) \| Василий Львович князь Воротынский (убит в декабре 1432 в сражении под Ошмянами) \| Василий Львович князь Воротынский (убит в декабре 1432 в сражении под Ошмянами) \| \| \| \| \| Фёдор Львович князь Новосильский, Одоевский и Воротынский[6] (родоначальник Воротынского княжеского дома; на рубеже XIV-XV вв.—1482) \| Фёдор Львович князь Новосильский, Одоевский и Воротынский[6] (родоначальник Воротынского княжеского дома; на рубеже XIV-XV вв.—1482) \| Фёдор Львович князь Новосильский, Одоевский и Воротынский[6] (родоначальник Воротынского княжеского дома; на рубеже XIV-XV вв.—1482) \| Фёдор Львович князь Новосильский, Одоевский и Воротынский[6] (родоначальник Воротынского княжеского дома; на рубеже XIV-XV вв.—1482) \| Фёдор Львович князь Новосильский, Одоевский и Воротынский[6] (родоначальник Воротынского княжеского дома; на рубеже XIV-XV вв.—1482) \| Фёдор Львович князь Новосильский, Одоевский и Воротынский[6] (родоначальник Воротынского княжеского дома; на рубеже XIV-XV вв.—1482) \| \| \| \| \| \| \| \| \| \| \| \| \| Князья Одоевские \| Князья Одоевские \| Князья Одоевские \| Князья Одоевские \| Князья Одоевские \| Князья Одоевские \| \| \| \| \| \| \| \| \| \| \| \| \| \| \| \| \| \| \| \| \| \| \| \| \| \| \| \| \| \| \| \| \| \| \| \| \| \| \| \| \| \| \| \| \| \| \| \| \| \| \| \| \| \| \| \| \| \| \| \| \| \| \| \| \| \| \| \| \| \| \| \| \| \| \| \| \| \| \| \| \| \| \| \| \| \| \| \| \| \| \| \| \| \| \| \| \| \| \| \| \| Михаил Фёдорович князь Воротынский (ум. до 1483) \| Михаил Фёдорович князь Воротынский (ум. до 1483) \| Михаил Фёдорович князь Воротынский (ум. до 1483) \| Михаил Фёдорович князь Воротынский (ум. до 1483) \| Михаил Фёдорович князь Воротынский (ум. до 1483) \| Михаил Фёдорович князь Воротынский (ум. до 1483) \| \| \| \| \| Дмитрий Фёдорович князь Воротынский (ум. после марта 1498) \| Дмитрий Фёдорович князь Воротынский (ум. после марта 1498) \| Дмитрий Фёдорович князь Воротынский (ум. после марта 1498) \| Дмитрий Фёдорович князь Воротынский (ум. после марта 1498) \| Дмитрий Фёдорович князь Воротынский (ум. после марта 1498) \| Дмитрий Фёдорович князь Воротынский (ум. после марта 1498) \| \| \| \| \| Семён Фёдорович князь Воротынский (ум. после марта 1498) \| Семён Фёдорович князь Воротынский (ум. после марта 1498) \| Семён Фёдорович князь Воротынский (ум. после марта 1498) \| Семён Фёдорович князь Воротынский (ум. после марта 1498) \| Семён Фёдорович князь Воротынский (ум. после марта 1498) \| Семён Фёдорович князь Воротынский (ум. после марта 1498) \| \| \| \| \| \| \| \| \| \| \| \| \| \| \| \| \| \| \| \| \| \| \| \| \| \| \| \| \| \| \| \| \| \| \| \| \| \| \| \| \| \| Михаил Фёдорович князь Воротынский (ум. до 1483) \| Михаил Фёдорович князь Воротынский (ум. до 1483) \| Михаил Фёдорович князь Воротынский (ум. до 1483) \| Михаил Фёдорович князь Воротынский (ум. до 1483) \| Михаил Фёдорович князь Воротынский (ум. до 1483) \| Михаил Фёдорович князь Воротынский (ум. до 1483) \| \| \| \| \| Дмитрий Фёдорович князь Воротынский (ум. после марта 1498) \| Дмитрий Фёдорович князь Воротынский (ум. после марта 1498) \| Дмитрий Фёдорович князь Воротынский (ум. после марта 1498) \| Дмитрий Фёдорович князь Воротынский (ум. после марта 1498) \| Дмитрий Фёдорович князь Воротынский (ум. после марта 1498) \| Дмитрий Фёдорович князь Воротынский (ум. после марта 1498) \| \| \| \| \| Семён Фёдорович князь Воротынский (ум. после марта 1498) \| Семён Фёдорович князь Воротынский (ум. после марта 1498) \| Семён Фёдорович князь Воротынский (ум. после марта 1498) \| Семён Фёдорович князь Воротынский (ум. после марта 1498) \| Семён Фёдорович князь Воротынский (ум. после марта 1498) \| Семён Фёдорович князь Воротынский (ум. после марта 1498) \| \| \| \| \| \| \| \| \| \| \| \| \| \| \| \| \| \| \| \| \| \| \| \| \| \| \| \| \| \| \| \| \| \| \| \| \| \| \| \| \| \| Иван Михайлович князь Новосильский, Одоевский и Воротынский[15] (иногда назывался Перемышльским)[16] (ум. 1535 в заключении) \| \| \| \| \| \| \| \| \| \| \| \| \| \| \| \| \| \| \| \| \| \| \| \| \| \| \| \| \| \| \| \| \| \| \| \| \| \| \| \| \| \| \| \| \| \| \| \| \| \| \| \| \| \| \| \| \| \| \| \| \| \| \| \| \| \| \| \| \| \| \| \| \| \| \| \| \| \| \| \| \| \| \| \| \| \| \| \| \| \| \| \| \| \| \| \| \| \| \| \| \| \| \| \| \| \| \| \| \| \| \| \| \| \| \| \| \| \| \| \| \| \| \| \| \| \| \| \| \| \| \| \| \| \| \| \| \| \| \| \| \| \| \| \| \| \| \| \| \| \| \| \| \| \| \| \| \| \| \| \| \| \| \| \| \| \| \| \| \| \| \| \| \| \| \| \| \| \| \| \| \| \| \| \| \| \| \| \| \| \| \| \| \| \| \| \| \| \| \| \| \| Владимир Иванович князь Воротынский (ум. 1553, род пресёкся) \| Владимир Иванович князь Воротынский (ум. 1553, род пресёкся) \| Владимир Иванович князь Воротынский (ум. 1553, род пресёкся) \| Владимир Иванович князь Воротынский (ум. 1553, род пресёкся) \| Владимир Иванович князь Воротынский (ум. 1553, род пресёкся) \| Владимир Иванович князь Воротынский (ум. 1553, род пресёкся) \| \| \| \| \| Михаил Иванович князь Воротынский (между 1516 и 1519—1573) \| Михаил Иванович князь Воротынский (между 1516 и 1519—1573) \| Михаил Иванович князь Воротынский (между 1516 и 1519—1573) \| Михаил Иванович князь Воротынский (между 1516 и 1519—1573) \| Михаил Иванович князь Воротынский (между 1516 и 1519—1573) \| Михаил Иванович князь Воротынский (между 1516 и 1519—1573) \| \| \| \| \| Александр Иванович князь Воротынский (ум. 1565, род пресёкся) \| Александр Иванович князь Воротынский (ум. 1565, род пресёкся) \| Александр Иванович князь Воротынский (ум. 1565, род пресёкся) \| Александр Иванович князь Воротынский (ум. 1565, род пресёкся) \| Александр Иванович князь Воротынский (ум. 1565, род пресёкся) \| Александр Иванович князь Воротынский (ум. 1565, род пресёкся) \| \| \| \| \| \| \| \| \| \| \| \| \| \| \| \| \| \| \| \| \| \| \| \| \| \| \| \| \| \| \| \| \| \| \| \| \| \| \| \| \| \| Владимир Иванович князь Воротынский (ум. 1553, род пресёкся) \| Владимир Иванович князь Воротынский (ум. 1553, род пресёкся) \| Владимир Иванович князь Воротынский (ум. 1553, род пресёкся) \| Владимир Иванович князь Воротынский (ум. 1553, род пресёкся) \| Владимир Иванович князь Воротынский (ум. 1553, род пресёкся) \| Владимир Иванович князь Воротынский (ум. 1553, род пресёкся) \| \| \| \| \| Михаил Иванович князь Воротынский (между 1516 и 1519—1573) \| Михаил Иванович князь Воротынский (между 1516 и 1519—1573) \| Михаил Иванович князь Воротынский (между 1516 и 1519—1573) \| Михаил Иванович князь Воротынский (между 1516 и 1519—1573) \| Михаил Иванович князь Воротынский (между 1516 и 1519—1573) \| Михаил Иванович князь Воротынский (между 1516 и 1519—1573) \| \| \| \| \| Александр Иванович князь Воротынский (ум. 1565, род пресёкся) \| Александр Иванович князь Воротынский (ум. 1565, род пресёкся) \| Александр Иванович князь Воротынский (ум. 1565, род пресёкся) \| Александр Иванович князь Воротынский (ум. 1565, род пресёкся) \| Александр Иванович князь Воротынский (ум. 1565, род пресёкся) \| Александр Иванович князь Воротынский (ум. 1565, род пресёкся) \| \| \| \| \| \| \| \| \| \| \| \| \| \| \| \| \| \| \| \| \| \| \| \| \| \| \| \| \| \| \| \| \| \| \| \| \| \| \| \| \| \| \| \| \| \| \| \| \| \| \| \| \| \| \| \| \| \| \| \| \| \| \| \| \| \| \| \| \| \| \| \| \| \| \| \| \| \| \| \| \| \| \| \| \| \| \| \| \| \| \| \| \| \| \| \| \| \| \| \| \| \| \| \| \| \| \| \| \| Иван Михайлович (младший) (ум. 1627) \| Иван Михайлович (младший) (ум. 1627) \| Иван Михайлович (младший) (ум. 1627) \| Иван Михайлович (младший) (ум. 1627) \| Иван Михайлович (младший) (ум. 1627) \| Иван Михайлович (младший) (ум. 1627) \| \| \| \| \| \| \| \| \| \| \| \| \| \| \| Дмитрий Михайлович (Логин) (ум. 1584) \| Дмитрий Михайлович (Логин) (ум. 1584) \| Дмитрий Михайлович (Логин) (ум. 1584) \| Дмитрий Михайлович (Логин) (ум. 1584) \| Дмитрий Михайлович (Логин) (ум. 1584) \| Дмитрий Михайлович (Логин) (ум. 1584) \| \| \| \| \| \| \| \| \| \| \| \| \| \| \| \| \| \| \| \| \| \| \| |  |  |  |  |  |  |  | | | | | | |  |  |  |  | |                                                                                 |                                                                                 |                                                                                 |                                                                                 |                                                                                 |                                                               |                                                               |                                                               |                                                               | | | | | | |  |  |  |  |                                                               |                                                               |                                                               |                                                               |                                                               |                                                               |  |  |                                                                                               |                                                                                               |                                                                                               |                                                                                               |                                                                                               |                                                                                               |  |  |  |  |  |  |  |  |  |  |  |  |  |  |
| |  |  |  |  |  |  |  | | | | | | |  |  |  |  | |                                                                                 |                                                                                 |                                                                                 |                                                                                 |                                                                                 |                                                               |                                                               |                                                               |                                                               | Роман Семёнович великий князь Новосильский и Одоевский (ум. на рубеже XIV—XV вв.)                                                 | | | | | |  |  |  |  |                                                               |                                                               |                                                               |                                                               |                                                               |                                                               |  |  |                                                                                               |                                                                                               |                                                                                               |                                                                                               |                                                                                               |                                                                                               |  |  |  |  |  |  |  |  |  |  |  |  |  |  |
| |  |  |  |  |  |  |  | | | | | | |  |  |  |  | |                                                                                 |                                                                                 |                                                                                 |                                                                                 |                                                                                 |                                                               |                                                               |                                                               |                                                               | | | | | | |  |  |  |  |                                                               |                                                               |                                                               |                                                               |                                                               |                                                               |  |  |                                                                                               |                                                                                               |                                                                                               |                                                                                               |                                                                                               |                                                                                               |  |  |  |  |  |  |  |  |  |  |  |  |  |  |
| |  |  |  |  |  |  |  | | | | | | |  |  |  |  | |                                                                                 |                                                                                 |                                                                                 |                                                                                 |                                                                                 |                                                               |                                                               |                                                               |                                                               | | | | | | |  |  |  |  |                                                               |                                                               |                                                               |                                                               |                                                               |                                                               |  |  |                                                                                               |                                                                                               |                                                                                               |                                                                                               |                                                                                               |                                                                                               |  |  |  |  |  |  |  |  |  |  |  |  |  |  |
| |  |  |  |  |  |  |  | Василий Романович князь Новосильский и Одоевский (скорее всего умер раньше отца и потомки не могли занимать старший стол) | Василий Романович князь Новосильский и Одоевский (скорее всего умер раньше отца и потомки не могли занимать старший стол) | Василий Романович князь Новосильский и Одоевский (скорее всего умер раньше отца и потомки не могли занимать старший стол) | Василий Романович князь Новосильский и Одоевский (скорее всего умер раньше отца и потомки не могли занимать старший стол) | Василий Романович князь Новосильский и Одоевский (скорее всего умер раньше отца и потомки не могли занимать старший стол) | Василий Романович князь Новосильский и Одоевский (скорее всего умер раньше отца и потомки не могли занимать старший стол) |  |  |  |  | |                                                                                 |                                                                                 |                                                                                 |                                                                                 |                                                                                 | Лев Романович князь Новосильский и Одоевский (ум. около 1420) | Лев Романович князь Новосильский и Одоевский (ум. около 1420) | Лев Романович князь Новосильский и Одоевский (ум. около 1420) | Лев Романович князь Новосильский и Одоевский (ум. около 1420) | Лев Романович князь Новосильский и Одоевский (ум. около 1420)                                                                     | Лев Романович князь Новосильский и Одоевский (ум. около 1420)                                                                     | | | | |  |  |  |  |                                                               |                                                               |                                                               |                                                               |                                                               |                                                               |  |  | Юрий Романович (Чёрный) князь Новосильский и Одоевский (занимал старший стол; ум. около 1432) | Юрий Романович (Чёрный) князь Новосильский и Одоевский (занимал старший стол; ум. около 1432) | Юрий Романович (Чёрный) князь Новосильский и Одоевский (занимал старший стол; ум. около 1432) | Юрий Романович (Чёрный) князь Новосильский и Одоевский (занимал старший стол; ум. около 1432) | Юрий Романович (Чёрный) князь Новосильский и Одоевский (занимал старший стол; ум. около 1432) | Юрий Романович (Чёрный) князь Новосильский и Одоевский (занимал старший стол; ум. около 1432) |  |  |  |  |  |  |  |  |  |  |  |  |  |  |
| |  |  |  |  |  |  |  | Василий Романович князь Новосильский и Одоевский (скорее всего умер раньше отца и потомки не могли занимать старший стол) | Василий Романович князь Новосильский и Одоевский (скорее всего умер раньше отца и потомки не могли занимать старший стол) | Василий Романович князь Новосильский и Одоевский (скорее всего умер раньше отца и потомки не могли занимать старший стол) | Василий Романович князь Новосильский и Одоевский (скорее всего умер раньше отца и потомки не могли занимать старший стол) | Василий Романович князь Новосильский и Одоевский (скорее всего умер раньше отца и потомки не могли занимать старший стол) | Василий Романович князь Новосильский и Одоевский (скорее всего умер раньше отца и потомки не могли занимать старший стол) |  |  |  |  | |                                                                                 |                                                                                 |                                                                                 |                                                                                 |                                                                                 | Лев Романович князь Новосильский и Одоевский (ум. около 1420) | Лев Романович князь Новосильский и Одоевский (ум. около 1420) | Лев Романович князь Новосильский и Одоевский (ум. около 1420) | Лев Романович князь Новосильский и Одоевский (ум. около 1420) | Лев Романович князь Новосильский и Одоевский (ум. около 1420)                                                                     | Лев Романович князь Новосильский и Одоевский (ум. около 1420)                                                                     | | | | |  |  |  |  |                                                               |                                                               |                                                               |                                                               |                                                               |                                                               |  |  | Юрий Романович (Чёрный) князь Новосильский и Одоевский (занимал старший стол; ум. около 1432) | Юрий Романович (Чёрный) князь Новосильский и Одоевский (занимал старший стол; ум. около 1432) | Юрий Романович (Чёрный) князь Новосильский и Одоевский (занимал старший стол; ум. около 1432) | Юрий Романович (Чёрный) князь Новосильский и Одоевский (занимал старший стол; ум. около 1432) | Юрий Романович (Чёрный) князь Новосильский и Одоевский (занимал старший стол; ум. около 1432) | Юрий Романович (Чёрный) князь Новосильский и Одоевский (занимал старший стол; ум. около 1432) |  |  |  |  |  |  |  |  |  |  |  |  |  |  |
| |  |  |  |  |  |  |  | | | | | | |  |  |  |  | |                                                                                 |                                                                                 |                                                                                 |                                                                                 |                                                                                 |                                                               |                                                               |                                                               |                                                               | | | | | | |  |  |  |  |                                                               |                                                               |                                                               |                                                               |                                                               |                                                               |  |  |                                                                                               |                                                                                               |                                                                                               |                                                                                               |                                                                                               |                                                                                               |  |  |  |  |  |  |  |  |  |  |  |  |  |  |
| |  |  |  |  |  |  |  | Князья Белёвские | Князья Белёвские | Князья Белёвские | Князья Белёвские | Князья Белёвские | Князья Белёвские |  |  |  |  | Василий Львович князь Воротынский (убит в декабре 1432 в сражении под Ошмянами)                                      | Василий Львович князь Воротынский (убит в декабре 1432 в сражении под Ошмянами) | Василий Львович князь Воротынский (убит в декабре 1432 в сражении под Ошмянами) | Василий Львович князь Воротынский (убит в декабре 1432 в сражении под Ошмянами) | Василий Львович князь Воротынский (убит в декабре 1432 в сражении под Ошмянами) | Василий Львович князь Воротынский (убит в декабре 1432 в сражении под Ошмянами) |                                                               |                                                               |                                                               |                                                               | Фёдор Львович князь Новосильский, Одоевский и Воротынский (родоначальник Воротынского княжеского дома; на рубеже XIV-XV вв.—1482) | Фёдор Львович князь Новосильский, Одоевский и Воротынский (родоначальник Воротынского княжеского дома; на рубеже XIV-XV вв.—1482) | Фёдор Львович князь Новосильский, Одоевский и Воротынский (родоначальник Воротынского княжеского дома; на рубеже XIV-XV вв.—1482) | Фёдор Львович князь Новосильский, Одоевский и Воротынский (родоначальник Воротынского княжеского дома; на рубеже XIV-XV вв.—1482) | Фёдор Львович князь Новосильский, Одоевский и Воротынский (родоначальник Воротынского княжеского дома; на рубеже XIV-XV вв.—1482) | Фёдор Львович князь Новосильский, Одоевский и Воротынский (родоначальник Воротынского княжеского дома; на рубеже XIV-XV вв.—1482) |  |  |  |  |                                                               |                                                               |                                                               |                                                               |                                                               |                                                               |  |  | Князья Одоевские                                                                              | Князья Одоевские                                                                              | Князья Одоевские                                                                              | Князья Одоевские                                                                              | Князья Одоевские                                                                              | Князья Одоевские                                                                              |  |  |  |  |  |  |  |  |  |  |  |  |  |  |
| |  |  |  |  |  |  |  | Князья Белёвские | Князья Белёвские | Князья Белёвские | Князья Белёвские | Князья Белёвские | Князья Белёвские |  |  |  |  | Василий Львович князь Воротынский (убит в декабре 1432 в сражении под Ошмянами)                                      | Василий Львович князь Воротынский (убит в декабре 1432 в сражении под Ошмянами) | Василий Львович князь Воротынский (убит в декабре 1432 в сражении под Ошмянами) | Василий Львович князь Воротынский (убит в декабре 1432 в сражении под Ошмянами) | Василий Львович князь Воротынский (убит в декабре 1432 в сражении под Ошмянами) | Василий Львович князь Воротынский (убит в декабре 1432 в сражении под Ошмянами) |                                                               |                                                               |                                                               |                                                               | Фёдор Львович князь Новосильский, Одоевский и Воротынский (родоначальник Воротынского княжеского дома; на рубеже XIV-XV вв.—1482) | Фёдор Львович князь Новосильский, Одоевский и Воротынский (родоначальник Воротынского княжеского дома; на рубеже XIV-XV вв.—1482) | Фёдор Львович князь Новосильский, Одоевский и Воротынский (родоначальник Воротынского княжеского дома; на рубеже XIV-XV вв.—1482) | Фёдор Львович князь Новосильский, Одоевский и Воротынский (родоначальник Воротынского княжеского дома; на рубеже XIV-XV вв.—1482) | Фёдор Львович князь Новосильский, Одоевский и Воротынский (родоначальник Воротынского княжеского дома; на рубеже XIV-XV вв.—1482) | Фёдор Львович князь Новосильский, Одоевский и Воротынский (родоначальник Воротынского княжеского дома; на рубеже XIV-XV вв.—1482) |  |  |  |  |                                                               |                                                               |                                                               |                                                               |                                                               |                                                               |  |  | Князья Одоевские                                                                              | Князья Одоевские                                                                              | Князья Одоевские                                                                              | Князья Одоевские                                                                              | Князья Одоевские                                                                              | Князья Одоевские                                                                              |  |  |  |  |  |  |  |  |  |  |  |  |  |  |
| |  |  |  |  |  |  |  | | | | | | |  |  |  |  | |                                                                                 |                                                                                 |                                                                                 |                                                                                 |                                                                                 |                                                               |                                                               |                                                               |                                                               | | | | | | |  |  |  |  |                                                               |                                                               |                                                               |                                                               |                                                               |                                                               |  |  |                                                                                               |                                                                                               |                                                                                               |                                                                                               |                                                                                               |                                                                                               |  |  |  |  |  |  |  |  |  |  |  |  |  |  |
| |  |  |  |  |  |  |  | | | | | | |  |  |  |  | Михаил Фёдорович князь Воротынский (ум. до 1483)                                                                     | Михаил Фёдорович князь Воротынский (ум. до 1483)                                | Михаил Фёдорович князь Воротынский (ум. до 1483)                                | Михаил Фёдорович князь Воротынский (ум. до 1483)                                | Михаил Фёдорович князь Воротынский (ум. до 1483)                                | Михаил Фёдорович князь Воротынский (ум. до 1483)                                |                                                               |                                                               |                                                               |                                                               | Дмитрий Фёдорович князь Воротынский (ум. после марта 1498)                                                                        | Дмитрий Фёдорович князь Воротынский (ум. после марта 1498)                                                                        | Дмитрий Фёдорович князь Воротынский (ум. после марта 1498)                                                                        | Дмитрий Фёдорович князь Воротынский (ум. после марта 1498)                                                                        | Дмитрий Фёдорович князь Воротынский (ум. после марта 1498)                                                                        | Дмитрий Фёдорович князь Воротынский (ум. после марта 1498)                                                                        |  |  |  |  | Семён Фёдорович князь Воротынский (ум. после марта 1498)      | Семён Фёдорович князь Воротынский (ум. после марта 1498)      | Семён Фёдорович князь Воротынский (ум. после марта 1498)      | Семён Фёдорович князь Воротынский (ум. после марта 1498)      | Семён Фёдорович князь Воротынский (ум. после марта 1498)      | Семён Фёдорович князь Воротынский (ум. после марта 1498)      |  |  |                                                                                               |                                                                                               |                                                                                               |                                                                                               |                                                                                               |                                                                                               |  |  |  |  |  |  |  |  |  |  |  |  |  |  |
| |  |  |  |  |  |  |  | | | | | | |  |  |  |  | Михаил Фёдорович князь Воротынский (ум. до 1483)                                                                     | Михаил Фёдорович князь Воротынский (ум. до 1483)                                | Михаил Фёдорович князь Воротынский (ум. до 1483)                                | Михаил Фёдорович князь Воротынский (ум. до 1483)                                | Михаил Фёдорович князь Воротынский (ум. до 1483)                                | Михаил Фёдорович князь Воротынский (ум. до 1483)                                |                                                               |                                                               |                                                               |                                                               | Дмитрий Фёдорович князь Воротынский (ум. после марта 1498)                                                                        | Дмитрий Фёдорович князь Воротынский (ум. после марта 1498)                                                                        | Дмитрий Фёдорович князь Воротынский (ум. после марта 1498)                                                                        | Дмитрий Фёдорович князь Воротынский (ум. после марта 1498)                                                                        | Дмитрий Фёдорович князь Воротынский (ум. после марта 1498)                                                                        | Дмитрий Фёдорович князь Воротынский (ум. после марта 1498)                                                                        |  |  |  |  | Семён Фёдорович князь Воротынский (ум. после марта 1498)      | Семён Фёдорович князь Воротынский (ум. после марта 1498)      | Семён Фёдорович князь Воротынский (ум. после марта 1498)      | Семён Фёдорович князь Воротынский (ум. после марта 1498)      | Семён Фёдорович князь Воротынский (ум. после марта 1498)      | Семён Фёдорович князь Воротынский (ум. после марта 1498)      |  |  |                                                                                               |                                                                                               |                                                                                               |                                                                                               |                                                                                               |                                                                                               |  |  |  |  |  |  |  |  |  |  |  |  |  |  |
| |  |  |  |  |  |  |  | | | | | | |  |  |  |  | Иван Михайлович князь Новосильский, Одоевский и Воротынский (иногда назывался Перемышльским) (ум. 1535 в заключении) |                                                                                 |                                                                                 |                                                                                 |                                                                                 |                                                                                 |                                                               |                                                               |                                                               |                                                               | | | | | | |  |  |  |  |                                                               |                                                               |                                                               |                                                               |                                                               |                                                               |  |  |                                                                                               |                                                                                               |                                                                                               |                                                                                               |                                                                                               |                                                                                               |  |  |  |  |  |  |  |  |  |  |  |  |  |  |
| |  |  |  |  |  |  |  | | | | | | |  |  |  |  | |                                                                                 |                                                                                 |                                                                                 |                                                                                 |                                                                                 |                                                               |                                                               |                                                               |                                                               | | | | | | |  |  |  |  |                                                               |                                                               |                                                               |                                                               |                                                               |                                                               |  |  |                                                                                               |                                                                                               |                                                                                               |                                                                                               |                                                                                               |                                                                                               |  |  |  |  |  |  |  |  |  |  |  |  |  |  |
| |  |  |  |  |  |  |  | | | | | | |  |  |  |  | |                                                                                 |                                                                                 |                                                                                 |                                                                                 |                                                                                 |                                                               |                                                               |                                                               |                                                               | | | | | | |  |  |  |  |                                                               |                                                               |                                                               |                                                               |                                                               |                                                               |  |  |                                                                                               |                                                                                               |                                                                                               |                                                                                               |                                                                                               |                                                                                               |  |  |  |  |  |  |  |  |  |  |  |  |  |  |
| |  |  |  |  |  |  |  | | | | | | |  |  |  |  | Владимир Иванович князь Воротынский (ум. 1553, род пресёкся)                                                         | Владимир Иванович князь Воротынский (ум. 1553, род пресёкся)                    | Владимир Иванович князь Воротынский (ум. 1553, род пресёкся)                    | Владимир Иванович князь Воротынский (ум. 1553, род пресёкся)                    | Владимир Иванович князь Воротынский (ум. 1553, род пресёкся)                    | Владимир Иванович князь Воротынский (ум. 1553, род пресёкся)                    |                                                               |                                                               |                                                               |                                                               | Михаил Иванович князь Воротынский (между 1516 и 1519—1573)                                                                        | Михаил Иванович князь Воротынский (между 1516 и 1519—1573)                                                                        | Михаил Иванович князь Воротынский (между 1516 и 1519—1573)                                                                        | Михаил Иванович князь Воротынский (между 1516 и 1519—1573)                                                                        | Михаил Иванович князь Воротынский (между 1516 и 1519—1573)                                                                        | Михаил Иванович князь Воротынский (между 1516 и 1519—1573)                                                                        |  |  |  |  | Александр Иванович князь Воротынский (ум. 1565, род пресёкся) | Александр Иванович князь Воротынский (ум. 1565, род пресёкся) | Александр Иванович князь Воротынский (ум. 1565, род пресёкся) | Александр Иванович князь Воротынский (ум. 1565, род пресёкся) | Александр Иванович князь Воротынский (ум. 1565, род пресёкся) | Александр Иванович князь Воротынский (ум. 1565, род пресёкся) |  |  |                                                                                               |                                                                                               |                                                                                               |                                                                                               |                                                                                               |                                                                                               |  |  |  |  |  |  |  |  |  |  |  |  |  |  |
| |  |  |  |  |  |  |  | | | | | | |  |  |  |  | Владимир Иванович князь Воротынский (ум. 1553, род пресёкся)                                                         | Владимир Иванович князь Воротынский (ум. 1553, род пресёкся)                    | Владимир Иванович князь Воротынский (ум. 1553, род пресёкся)                    | Владимир Иванович князь Воротынский (ум. 1553, род пресёкся)                    | Владимир Иванович князь Воротынский (ум. 1553, род пресёкся)                    | Владимир Иванович князь Воротынский (ум. 1553, род пресёкся)                    |                                                               |                                                               |                                                               |                                                               | Михаил Иванович князь Воротынский (между 1516 и 1519—1573)                                                                        | Михаил Иванович князь Воротынский (между 1516 и 1519—1573)                                                                        | Михаил Иванович князь Воротынский (между 1516 и 1519—1573)                                                                        | Михаил Иванович князь Воротынский (между 1516 и 1519—1573)                                                                        | Михаил Иванович князь Воротынский (между 1516 и 1519—1573)                                                                        | Михаил Иванович князь Воротынский (между 1516 и 1519—1573)                                                                        |  |  |  |  | Александр Иванович князь Воротынский (ум. 1565, род пресёкся) | Александр Иванович князь Воротынский (ум. 1565, род пресёкся) | Александр Иванович князь Воротынский (ум. 1565, род пресёкся) | Александр Иванович князь Воротынский (ум. 1565, род пресёкся) | Александр Иванович князь Воротынский (ум. 1565, род пресёкся) | Александр Иванович князь Воротынский (ум. 1565, род пресёкся) |  |  |                                                                                               |                                                                                               |                                                                                               |                                                                                               |                                                                                               |                                                                                               |  |  |  |  |  |  |  |  |  |  |  |  |  |  |
| |  |  |  |  |  |  |  | | | | | | |  |  |  |  | |                                                                                 |                                                                                 |                                                                                 |                                                                                 |                                                                                 |                                                               |                                                               |                                                               |                                                               | | | | | | |  |  |  |  |                                                               |                                                               |                                                               |                                                               |                                                               |                                                               |  |  |                                                                                               |                                                                                               |                                                                                               |                                                                                               |                                                                                               |                                                                                               |  |  |  |  |  |  |  |  |  |  |  |  |  |  |
| |  |  |  |  |  |  |  | | | | | | |  |  |  |  | Иван Михайлович (младший) (ум. 1627)                                                                                 | Иван Михайлович (младший) (ум. 1627)                                            | Иван Михайлович (младший) (ум. 1627)                                            | Иван Михайлович (младший) (ум. 1627)                                            | Иван Михайлович (младший) (ум. 1627)                                            | Иван Михайлович (младший) (ум. 1627)                                            |                                                               |                                                               |                                                               |                                                               | | | | | | |  |  |  |  | Дмитрий Михайлович (Логин) (ум. 1584)                         | Дмитрий Михайлович (Логин) (ум. 1584)                         | Дмитрий Михайлович (Логин) (ум. 1584)                         | Дмитрий Михайлович (Логин) (ум. 1584)                         | Дмитрий Михайлович (Логин) (ум. 1584)                         | Дмитрий Михайлович (Логин) (ум. 1584)                         |  |  |                                                                                               |                                                                                               |                                                                                               |                                                                                               |                                                                                               |                                                                                               |  |  |  |  |  |  |  |  |  |  |  |  |  |  |

## Столица княжества
Город с названием «Воротинескъ» упоминается в Ипатьевской летописи за 1155 год. Точная географическая локализация летописного старого Воротынска не установлена. Одним из предполагаемых местонахождений является городище на окраине села Воротынска на реке Выссе. В XIV веке здесь отстроился и возник новый Воротынск, который стал центром Воротынского княжества. После Русско-литовской войны (1406—1408) в 1408 году Воротынск отошёл к Литве и в Списке русских городов дальних и ближних упоминается уже среди литовских городов. В 1565 году часть ликвидированного удела была возвращена князю Михаилу Ивановичу Воротынскому, но сам Воротынск остался во владении царя. В отличие от пограничных городов его не укрепляли и не отстраивали, в нём не размещали воинские формирования, в XVI веке не известно имя ни одного воротынского воеводы и город очень редко упоминается в летописных документах того времени.
По археологическим исследованиям можно судить о культуре населения того времени. Культурный слой состоит из двух горизонтов: нижний датируется IV—VI вв. и относится к мощинскому типу балтских народов; верхний древнерусский — к XIII—XVII вв. В конструкции вала просматриваются два разновременных строительных периода. Первая земляная насыпь высотой 3 метра была сооружена к XIII веку. В XIV веке насыпь вала была увеличена, а с лицевой стороны земляное ядро вала усилено деревянной конструкцией из дубовых брёвен, также засыпанной землёй, и оборонительное сооружение усилено постройкой деревянных стен.

## Денежное обращение
В качестве денег на территории Воротынского удела (как и Новосильского княжества в целом) использовались в основном джучидские серебряные монеты Золотой Орды — данги, а также монеты разных русских княжеств и пражские гроши, которые были широко распространены в княжестве Литовском. Это подтверждается кладами монет, найденными на территории, входившей в состав княжества. Татарские данги в кладах составляют 90 %, литовские монеты — незначительное количество.